# Geodateninfrastruktur
Geodateninfrastruktur (GDI) ist eine Infrastruktur bestehend aus Geodaten, Metadaten und Geodatendiensten, Netzdiensten und -technologien, Vereinbarungen über gemeinsame Nutzung, über Zugang und Verwendung sowie Koordinierungs- und Überwachungsmechanismen, -prozesse und -verfahren mit dem Ziel, Geodaten verschiedener Herkunft interoperabel verfügbar zu machen. Ziel einer Geodateninfrastruktur ist die Bereitstellung von Geodaten verschiedener Herkunft in einer webbasierten und auf Standards und Normen basierenden Infrastruktur.
Mit der Geodateninfrastruktur Deutschland (GDI-DE), wie sie seit 2007 ausgebaut wird, wird nicht nur die Umsetzung der INSPIRE-Richtlinie in Deutschland realisiert, sondern auch gemeinsame Vorhaben im Interesse von Politik, Verwaltung, Wirtschaft, Wissenschaft sowie Bürgerinnen und Bürgern vorangebracht.
Die strategischen Schwerpunkte und Handlungsfelder werden in einer Nationalen Geoinformationsstrategie (NGIS) erfasst.

## Bestandteile einer Geodateninfrastruktur
Organisatorisch sind Koordinierungsstrukturen auf Bundes- und Landesebene für die Beratung und Steuerung des Ausbaus der GDI durch die geodatenhaltenden Stellen eingerichtet worden. Als nationale Anlaufstelle für die INSPIRE-Umsetzung dient die Koordinierungsstelle GDI-DE beim Bundesamt für Kartographie und Geodäsie. Diese wird durch die Ansprechpersonen in Bund und Ländern unterstützt.
In der GDI-DE wurden sog. Nationale Technische Komponenten (NTK) aufgebaut, die allen geodatenhaltenden Stellen zentral zur Nutzung zur Verfügung gestellt werden. Dies sind im Einzelnen:
- Geoportal.de als Schaufenster in die GDI-DE
- Geodatenkatalog.de zur flächendeckenden Bereitstellung der Metadaten
- GDI-DE Registry zur verbindlichen Festlegung von Namensräumen und einheitlichen Bereitstellung der Codelisten, Koordinatenreferenzsysteme etc.
- GDI-DE Testsuite als einheitliches Testwerkzeug für Daten und Dienste
- GDI-DE Monitor als Qualitätssicherungswerkzeug und zur Unterstützung des INSPIRE Monitoring-Prozesses

Die Finanzierung der Nationalen Technischen Komponenten erfolgt aus der Vereinbarung zwischen dem Bund und den Ländern zum gemeinsamen Ausbau und Betrieb der Geodateninfrastruktur Deutschland (Verwaltungsvereinbarung GDI-DE).
Auf der technischen Seite setzt sich eine Geodateninfrastruktur aus Geodaten, Geodatendiensten, Metadaten und Netzwerken zusammen, die auf international gültigen Normen und Standards beruhen:
- Geodaten umfassen alle digitalen, raumbezogenen Daten, denen auf der Erdoberfläche eine bestimmte räumliche Lage zugewiesen werden kann. Unterschieden wird dabei zwischen Geobasisdaten und Geofachdaten. Geobasisdaten werden vor allem von den Vermessungs- und Katasterverwaltungen unterschiedlicher administrativer Ebene (in Deutschland: Bund, Ländern oder Kommunen) erhoben und bereitgestellt. Sie umfassen die Geodaten des amtlichen Vermessungswesens, welche die Landschaft und die Liegenschaften anwendungsneutral darstellen und beschreiben. In der Schweiz ist der Begriff Geobasisdaten eingeschränkt auf Geodaten, die auf einem rechtsetzenden Erlass des Bundes, eines Kantons oder einer Gemeinde beruhen. Mit den Geofachdaten hingegen werden alle raumbezogenen Daten bezeichnet, die von der Fachverwaltung, der Wirtschaft oder der Wissenschaft mit speziellem fachlichen Bezug, wie Umweltschutz, Bodenkunde oder Verkehr erhoben und bereitgestellt werden.
- Geodatendienste bieten den standardisierten Zugriff auf die zur Verfügung stehenden Geodaten. Sie ermöglichen das Abrufen und Darstellen von Kartenausschnitten im Internetbrowser oder in Geographischen Informationssystemen und bieten Such- und Analysefunktionen.
- Metadaten ermöglichen die strukturierte Beschreibung vorhandener Geodaten, Geodatendienste oder anderen Ressourcen wie z. B. bestimmte Fachanwendungen. Metadaten enthaltenen strukturierte Angaben (wie z. B. der Name, der Verwendungszweck, die Nutzungsbedingungen, mögliche Entgelte, die Bezugsquellen), die eine Beurteilung der Geodaten und -dienste erlauben.
- Netzwerke (Internet/Intranet) bilden die technische Basis der GDI, ähnlich einem Straßen- oder Schienennetz, und bestehen vor allem aus den Datenleitungen und leistungsstarken Computern (Server). Sie ermöglichen den Austausch zwischen den Komponenten der GDI untereinander und dem Endanwender.

## Rahmenbedingungen einer funktionierenden GDI
Normen und Standards sind notwendig, um einen Austausch von Daten unterschiedlicher Anbieter sicherzustellen und ermöglichen es, Geodaten quellen- und systemunabhängig in beliebigen Anwendungen zu nutzen (Interoperabilität). Das technische Rahmengerüst bilden die Standards des iana, IETF und W3C. Eine wichtige Funktion nimmt auch das Open Geospatial Consortium (OGC) ein. Ziel des OGC ist die Entwicklung offener Standards auf Grundlage frei verfügbarer Spezifikationen, mit denen Schnittstellen innerhalb einer GDI definiert werden können. Zusätzlich wurden innerhalb der GDI-DE das Architekturkonzept und weitere nationale Konventionen beschlossen.

## Rechtliche Grundlagen

### Rechtliche Grundlagen der Geodateninfrastruktur Deutschland (GDI-DE)
Zur Umsetzung der Richtlinie 2007/2/EG zur Schaffung einer Geodateninfrastruktur in der Europäischen Gemeinschaft (INSPIRE) wurden durch den Bund und die Länder der Bundesrepublik Deutschland Geodatenzugangsgesetze bzw. Geodateninfrastrukturgesetze erlassen.

### Rechtliche Grundlagen der Geodateninfrastruktur Schweiz
- Bundesgesetz über Geoinformation (GeoIG)

### Rechtliche Grundlagen der Geodateninfrastruktur in Österreich
Auch in Österreich wurde das Geodateninfrastrukturgesetz (GeoDIG) geschaffen, um der Richtlinie 2007/2/EG auf europäischer Ebene gerecht zu werden.

## Organisation

### Organisation der Geodateninfrastruktur Deutschland (GDI-DE)
In der Bundesrepublik Deutschland wurde auf der Basis einer Verwaltungsvereinbarung zwischen dem Bund und den Ländern die Geodateninfrastruktur Deutschland (GDI-DE) ins Leben gerufen. Unter dem Dach der GDI-DE werden alle Aktivitäten zum Betrieb der Geodateninfrastruktur Deutschland gebündelt und koordiniert.

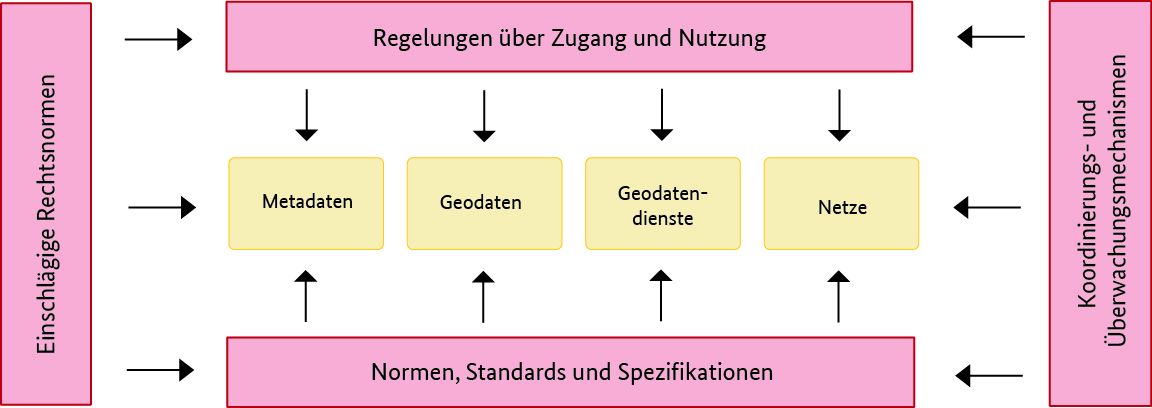
Zeigt alle Komponenten und Bestandteile, die für eine Geodateninfrastruktur benötigt werden und ihre Zusammenhänge

Mit der Geodateninfrastruktur Deutschland (GDI-DE), wie sie seit 2007 aufgebaut wird, werden nicht nur die Voraussetzungen für die Umsetzung der INSPIRE-Richtlinie in Deutschland geschaffen, sondern auch gemeinsame Vorhaben im Interesse von Politik, Verwaltung, Wirtschaft sowie Bürgerinnen und Bürger vorangebracht.

### Organisation Geodateninfrastrukturen in der Schweiz
Hierarchische Gliederung in der öffentlichen Verwaltung:
- NGDI (Nationale Geodateninfrastruktur), auf der Ebene Bundesverwaltung der Schweiz, Schweizer Kantone, Gemeinden und Dritten
  - Programm e-geo.ch[6]
- BGDI (Bundes Geodateninfrastruktur), auf Ebene der Bundesverwaltung der Schweiz
  - Koordinationsorgan für Geoinformation des Bundes (GKG)[7]
- KGDI (Kantonale Geodateninfrastruktur), auf Ebene der Kantone der Schweiz
  - Konferenz der kantonalen Geoinformations- und Katasterstellen (KGK)

### Organisation Geodateninfrastrukturen in Österreich
In Österreich besitzen die Bundesländer eigene Geodateninfrastrukturen und sind für die Erhebung und Verwaltung der Geodaten zuständig. Gebündelt werden die Geodaten der Länder auf der Plattform geoland.at und auf den Open-Data Plattformen data.gv.at und inspire.gv.at für den Download angeboten. Daneben gibt es weitere Verbundorganisationen wie die Graphenintegrations-Plattform. Das amtliche Vermessungswesen und andere bundeshoheitliche Aufgaben (etwa Erstellung Digitales Landschaftsmodell und Österreichische Karte, Positionsdienst APOS, Toponomastik-Daten GEONAM Österreich) sind beim Bundesamt für Eich- und Vermessungswesen angesiedelt.

## Software
- GeoServer als MapServer
- GeoNetwork als Metadaten-Katalog
- MapBender als CMS für verschiedene Web-Dienste
- masterportal als Alternative zu einem CMS z. B. MapBender

## Belege
1. ↑  Arbeitskreis Architektur der GDI-DE (Leitung Dr. Falk Würriehausen et al.): Architektur der GDI-DE – Ziele und Grundlagen. 1. Oktober 2019, S. 6 (gdi-de.org [PDF; abgerufen am 19. Dezember 2023]).
2. ↑  Nationalen Geoinformationsstrategie (NGIS)
3. 1 2  GDI-DE Dokumente. Geodateninfrastruktur Deutschland, abgerufen am 19. Dezember 2023.
4. ↑  Leitfaden "Geodatendienste im Internet". In: Geodateninfrastruktur Deutschland. Koordinierungsstelle GDI-DE im Bundesamt für Kartographie und Geodäsie, September 2019, S. 13–14, abgerufen am 19. Dezember 2023.
5. ↑  Geodateninfrastrukturgesetz (GeoDIG). BEV, abgerufen am 26. September 2024.
6. ↑  Programm e-geo.ch
7. ↑   Koordinationsorgan für Geoinformation des Bundes (GKG)